# Benthodesmus vityazi
Benthodesmus vityazi är en fiskart som beskrevs av Nikolai V. Parin och Becker, 1970. Benthodesmus vityazi ingår i släktet Benthodesmus och familjen Trichiuridae. Inga underarter finns listade.